# 오키나와 개발청
오키나와 개발청(일본어: 沖縄開発庁)은 1972년 5월 15일부터 2001년 1월 5일까지 존재한 일본의 중앙행정기관으로, 오키나와현 지역의 산업의 진흥이나 개발 사무를 관장하였다.
1972년 5월 15일의 오키나와가 반환되어 일본의 시정권 아래로 복귀한 것과 함께 오키나와진흥개발계획의 소관 관청으로 설치되었다. 2001년 1월 6일의 중앙 성청 개편의 실시로 인하여 경제기획청 등과 함께 내각부의 일부국이 되었지만, 내각부의 특명담당대신으로 오키나와·북방 대책을 담당하는 국무대신의 설치가 법정화되었다.